# مويسيس ساينز
مويسيس ساينز (بالإسبانية: Moisés Sáenz)‏ هو دبلوماسي وشاعر مكسيكي، ولد في 16 فبراير 1888، وتوفي في 24 أكتوبر 1941 في ليما في بيرو.

## وصلات خارجية
- مويسيس ساينز على موقع أوليمبيديا (الإنجليزية)